# فلاديمير ماتيتش
فلاديمير ماتيتش هو لاعب كرة قدم صربي في مركز الهجوم، ولد في 12 يوليو 1983 في بلغراد في صربيا. لعب مع نادي جاندجاسر كابان.

## وصلات خارجية
- فلاديمير ماتيتش على موقع قاعدة بيانات كرة القدم.إي يو (الإنجليزية)
- فلاديمير ماتيتش على موقع Soccerway.com (الإنجليزية)